# 琉森州
，又译琉森州，是瑞士的一個州域，位于瑞士的中央部。滨临卢塞恩湖。首府卢塞恩。2013年人口390349人。是四森林州之一，四森林州包括琉森州、烏里州（Uri）、施維茨州（Schwyz）及以前的翁特瓦爾登州（Unterwalden，即今上瓦爾登半州（Obwalden）及下瓦爾登半州（Nidwalden）)。

## 历史
卢塞恩州的土地来自于原来其首都卢塞恩通过各种手段所获得的领土，如条约、武装占领或购买。卢塞恩首先获得的城镇为韋吉斯（1380年），接着先后是羅滕堡、克林斯、霍爾夫、森帕赫及霍赫多夫（均于1394年），沃尔胡森和恩特勒布赫（1405年），位于卢塞恩城东北所谓的“哈布斯堡领地”（1406年），維利紹（1407年），蘇爾塞及貝羅明斯特（1415年），馬爾特斯（1477年），利陶（1481年）。但在1803年，为了获得希茨基希，梅伦施万德（自1397年领有，今属阿爾高州）被交换了出去。